# Vilhelm 5., hertug af Bayern
Vilhelm 5., hertug af Bayern (født 29. september 1548 i Landshut – død 7. februar 1626 i Schleißheim, Oberösterreich) var fra 1579 til 1597 hertug af Bayern.
Vilhelm 5. var søn af hertug Albert 5. af Bayern og dattersøn af kejser Ferdinand 1..
Vilhelm 5. var gift med Renata af Lothringen. Hun var datter af Christine af Danmark og datterdatter af den nordiske unionskonge Christian 2.. De blev blandt andre forældre til kurfyrste Maximilian 1. af Bayern og Maria Anna af Bayern (gift med kejser Ferdinand 2.). 